# 100%宝塚
100%宝塚（ひゃくぱーせんとたからづか）は、期間限定でNOTTVにおいて放送されたバラエティ番組。

## 概要
2014年に創設100周年を迎えた宝塚歌劇団が、ファンの裾野を広げるべく、NOTTVと手を組んで企画した。
毎回、花・月・雪・星・宙の5つの組から将来の宝塚歌劇を担うべき存在として期待される若手団員が、まだ宝塚歌劇を観たことが無い若手人気タレントのエスコート役となり、1日8時間という限られた時間の中でその魅力を伝えていく。2人は公演開始まで歌劇や団員とゆかりのある場所を訪ね、劇場では若手人気タレントがフォーマルウエアに着替え、エスコート役も出る公演を鑑賞する。
なお対象となる公演については、エスコート役・タレント双方のスケジュールの都合に合わせて決められた。

## 放送記録
番組では各回を「1話完結のストーリー」と位置づけており、回数表記は「第○話」としている。
| 回 | 初回放送日     | 組 | エスコート役 | 若手人気タレント | 劇場           | 対象公演                                                                                               |
| -- | -------------- | -- | ------------ | ---------------- | -------------- | --- |
| 01 | 2014年08月22日 | 宙 | 桜木みなと   | 鈴木福           | 東京宝塚劇場   | 三井住友VISAカードシアター 宝塚グランドロマン「ベルサイユのばら―オスカル編―」                          |
| 02 | 2014年09月05日 | 月 | 朝美絢       | 宮脇咲良         | 博多座         | 博多座2014年7月公演「宝塚歌劇月組公演」（「宝塚をどり」ほか2作）                                       |
| 03 | 2014年09月19日 | 雪 | 月城かなと   | 谷花音           | 東京宝塚劇場   | 宝塚傾奇絵巻「一夢庵風流記 前田慶次」ほか1作                                                           |
| 04 | 2014年10月03日 | 星 | 瀬央ゆりあ   | 武田梨奈         | 東京宝塚劇場   | Musical「The Lost Glory ―美しき幻影―」ほか1作                                                          |
| 05 | 2014年10月17日 | 花 | 水美舞斗     | 南明奈           | 宝塚大劇場     | 三井住友VISAカードミュージカル 「エリザベート―愛と死の輪舞（ロンド）―」                                |
| 06 | 2014年10月31日 | 宙 | 桜木みなと   | 葵わかな         | 宝塚バウホール | - バウ・ゴシック「SANCTUARY（サンクチュアリ）」 - 「宝塚歌劇100周年記念 大運動会」ダイジェスト         |
| 07 | 2014年11月14日 | 月 | 朝美絢       | IMALU            | 宝塚大劇場     | ミュージカル「PUCK（パック）」ほか1作                                                                  |
| 08 | 2014年11月28日 | 雪 | 月城かなと   | 道端アンジェリカ | 宝塚バウホール | バウ・ミュージカル・ロマネスク「パルムの僧院 —美しき愛の囚人—」 〜スタンダール作『パルムの僧院』より〜 |
| 09 | 2014年12月12日 | 花 | 水美舞斗     | 南沢奈央         | 東京宝塚劇場   | 三井住友VISAカードミュージカル 「エリザベート―愛と死の輪舞（ロンド）―」                                |
| 10 | 2014年12月26日 | 星 | 瀬央ゆりあ   | 中村萌子         |                | （公演鑑賞は無く、中村が瀬央と映像で宝塚100周年記念年間を振り返った）                                  |

## 放送時間
NOTTV1での放送。「放送」のみであり、シフトタイム配信、YouTube配信はしなかった。

### 本放送
隔週金曜日 22:00 - 23:00

### 再放送
- 毎週月曜日 20:00 - 21:00（2014年9月まで）
- 毎週木曜日 21:00 - 22:00（2014年10月から）
- 本放送ではない金曜日 22:00 - 23:00

## 出来事
2014年
第2回は宮脇がHKT48のメンバーであるという事情もあって博多座での公演を宮脇が鑑賞する設定がされたが、そのロケ中に近くでHKTのメンバーがTBSテレビ『HKT48のおでかけ!』の撮影をしていた。そのため宮脇は一時この番組のロケを中座し、『おでかけ!』メンバーに差し入れを持っていった。『おでかけ!』ではこの番組開始前に当該回が放送されたが、その際事情を説明するためこの番組のロケシーンを流した。

## スタッフ
- 制作：宝塚クリエイティブアーツ、NOTTV（mmbi）